# ساندي كيندال
ساندي كيندال (بالإنجليزية: Sandy Kendall)‏ هي مجدفة أمريكية، ولدت في القرن العشرين.

## وصلات خارجية
- ساندي كيندال على موقع الاتحاد الدولي للتجديف (الإنجليزية)